# Le Journal d'Édith (film)
Le Journal d'Édith (Ediths Tagebuch) est un film allemand réalisé par Hans W. Geißendörfer, sorti en 1983.

## Fiche technique
- Titre : Ediths Tagebuch
- Réalisateur : Hans W. Geißendörfer
- Scénario : Hans W. Geißendörfer d'après le roman Le Journal d'Édith (Edith's Diary) de Patricia Highsmith
- Musique : Jürgen Knieper
- Directeur de la photographie : Michael Ballhaus
- Montage : Helga Borsche
- Producteurs : Rolf M. Degener, Hans W. Geißendörfer, Willi Segler, Luggi Waldleitner
- Société de production : Geißendörfer Film- und Fernsehproduktion, Pro-ject Filmproduktion, Roxy Film, Zweites Deutsches Fernsehen (ZDF)
- Durée : 102 minutes
- Genre : Drame
- Dates de sortie :
  -  Italie 1er septembre 1983
  -  Allemagne de l'Ouest 18 février 1984
  -  Australie 28 février 1985
  -  États-Unis 31 janvier 1986
  -  Portugal 18 décembre 1986

## Distribution
- Angela Winkler : Edith Baumeister
- Vadim Glowna : Paul Baumeister
- Leopold von Verschuer : Chris Baumeister
- Hans Madin : Oncle George
- Irm Hermann : Sabina Angerwolf
- Wolfgang Condrus : Bernd Angerwolf
- Friedrich G. Beckhaus : Dr. Bleibig
- Werner Eichhorn : Doctor Starr
- Sona MacDonald : Katharina
- Michaela Gries : Annemarie
- Beate Tober : Helga